# Xystrocera asperata
Xystrocera asperata är en skalbaggsart som beskrevs av Thomson 1858. Xystrocera asperata ingår i släktet Xystrocera och familjen långhorningar.
Artens utbredningsområde är:
- Angola.
- Gabon.

Inga underarter finns listade i Catalogue of Life.